# Polycarpa aurita
Polycarpa aurita är en sjöpungsart som först beskrevs av Sluiter 1890.  Polycarpa aurita ingår i släktet Polycarpa och familjen Styelidae. Inga underarter finns listade i Catalogue of Life.